# Тупољев Ту-154
Тупољев Ту-154, (рус. Туполев Ту-154, НАТО ознака Careless) је совјетски тромоторни линијски путнички авион средњег долета сличан успешнијем Боингу 727. Неколико деценија био је главно упориште совјетских авио-превозника. Превезао је око 137 милиона путника Аерофлота. Авион је користило најмање 17 иностраних ваздухопловних компанија, а у саобраћају Русије и осталих држава бившег Совјетског Савеза још дуго је остао стандардни линијски путнички авион. Ту-154 је способан за слетање и на неприлагођене писте, а често је употребљаван у екстремним арктичким условима. Једина авиокомпанија која још увек користи овај авион за превоз путника је севернокорејски Ер Корјо.

## Развој
Ту-154 је развијен у ОКБ 156 Тупољев (Опитни конструкциони биро — Тупољев) како би одговорио на потребу Аерофлота да замени застареле моделе Тупољев Ту-104, Антонов Ан-10 и Иљушин Ил-18. Тражен је авион носивости од 16 до 18 тона са долетом од 2.850 до 4.000 km и брзином крстарења од 900 km/h, односно са корисном носивошћу од 5,8 тона на удаљености од 5.800 до 7.000 km уз брзину крстарења 850 km/h. У особинама за нови авион наведена је и потребна дужина писте за узлет која не би смела прећи 2.600 m при максималној узлетној тежини. Главни конкурент Ту-154 био је Иљушин Ил-62.
Ту-154 је први пут полетео 4. октобра 1968, а редовна комерцијална употреба започела је у фебруару 1972. Авион се престао производити 2006. године. Изграђено је око 900 Ту-154 од којих 500 још увек лети.
Године 1988. измењени Ту-154 (назван Ту-155 и Ту-156) успешно је летео користећи течни водоник као гориво, а 1989. за гориво користи природни плин.

## Конструкција
Ту-154 покрећу три турбо-вентилаторска мотора распоређена на репном делу, исто као и на Боингу 727. Уводник ваздуха на мотору бр.2 који се налази у корену вертикалног стабилизатора је "S" облика. Првобитни модел имао је Кузњецов НК-8-2 моторе, док су на Ту-154М уграђивани мотори Соловљев Д-154с-30КУ. Сви авиони Ту-154 имају већи омер потисак-тежина од онога на Боингу 727, што им даје боље особине, иако на штету веће потрошње горива, које је постало важан чинилац у новије време пораста његове цене.
Путничка кабина Ту-154 има шест упоредних седишта. Путна висина је нешто нижа у односу на западне авионе (Боинг или Ербас), а мања су и путничка врата. Пртљажни простор изнад седишта је такође веома ограничен. Попут Тупољева Ту-134 и Ту-154 има стреласто крило са углом стреле од 35 степени. (Боинг 727 има угао стреле од 32 степена).
Као и многи други совјетски путнички авиони, Ту-154 има велики стајни трап што му омогућава слетање на лошије припремљене писте, некада уобичајене у руралним подручјима Совјетског Савеза. Главни органи стајног трапа имају два пута по шест точкова са гумама под ниским притиском, који се увлаче у гондолу смештену на излазној ивици крила (што је особина и осталих Тупољевих авиона). Носна нога има два точка. Мека хидраулична амортизација пружа мирније рулање на неравним површинама. Путничка кабина може сместити 128 путника у конфигурацији са две класе или 164 путника у конфигурацији са једном класом, односно 180 путника при збијеном размештају седишта. Изглед кабине може се прилагодити у тзв. зимску конфигурацију у којој се уместо неколико извађених седишта постављају ормари за гардеробу.
Првобитни захтев био је да пилотску посаду чине три члана: пилот, копилот и инжењер лета, за разлику од осталих совјетских путничких авиона са посадом од четири или пет чланова. Ипак је у бившем Совјетском Савезу ради тадашњих прописа често био присутан и четврти члан посаде као навигатор. Потреба за навигаторима нестала је с приземљењем застарелих совјетских авиона, па су се они престали обучавати.
Авиоелектроника је по први пут у Совјетском Савезу изграђена према западним стандардима. То укључује и (енгл. NVU-B3 Doppler) Доплеров навигациони систем, троструки аутопилот који омогућава аутоматски ILS прилаз према ICAO категорији II временским минимумом, аутоматски гас, Доплеров систем мерења заношења и брзине (енгл. DISS), «КУРС-МП» радио-навигациони систем и други. Модерније надоградње укључују TCAS (систем против судара), Глобални позициони систем GPS (сателитски систем за позиционирање) и друге модерне системе, углавном западне производње.
Раније верзије Ту-154 не могу се модификовати како би се испунио садашњи „Ниво III" прописа за буку, па авиони не могу летети где је тај пропис на снази. Ту-154М може користити сет за смањење буке чиме се испуњава „Ниво III" и теоретски може испунити „Ниво IV". Тренутни прописи Европске уније забрањују коришћење пригушивача за буку за достизање овог нивоа. Једино решење за овај проблем била би промена мотора на Ту-154М што би захтевало врло опсежну и скупу надоградњу.

## Верзије
Изграђене су многе верзије овог линијског путничког авиона. Осим разлике у тежини и погонској групи Ту-154 је произведен у верзијама које користе заменска горива. Многи Ту-154 су опремљени системом за смањење буке, а неки су претворени у теретне верзије.
- Ту-154- Производња авиона је започела 1970, а први путнички лет био је 9. фебруара 1972. Авион је покретан турбо-вентилаторским Кузњецов НК-8-2 моторима, а могао је превести 164 путника. Изграђено је 42 авиона, а носили су регистрацијске бројеве од 85006 до 85055.
- Ту-154А- Прва надограђена верзија оригиналног Ту-154 која је у производњи била од 1974. Уграђени су централни резервоари за гориво, а на трупу су додати излази за случај опасности. На авион су уграђивани Кузњецов НК-8-2У мотори са већим потиском. Друге модификације укључују аутоматска преткрилца и закрилца и модификовану авиоелектронику. Максимална узлетна маса авиона била је 94 тоне. Унутрашњост кабине имала је 15 различитих изгледа зависно од захтева домаћих и иностраних наручилаца, са бројем седишта између 144 и 152. Препознатљива измена у односу на претходну верзију је дебља истурена аеродинамичка купола на споју хоризонталног и вертикалног стабилизатора. Авиони су имали регистрације од 85056 до 85119.
- Ту-154Б- Како су се на крилима Ту-154 и Ту-154А појавиле пукотине након само неколико година лета, 1975. се почела изграђивати ова верзија са новим, јачим крилима. У труп авиона уграђено је још резервоара за гориво, а на задњи део трупа уграђена су додатна врата за случај опасности. Максимална полетна маса је повећана на 96 тона. За Аерофлот је било важно повећање броја путника како би се повећала економичност лета угрожена НК-8-2У моторима велике потрошње. Аутопилот је био оверен за „ICAO“ категорију II аутоматског прилаза. Већина претходно изграђених Ту-154 и Ту-154А такође су редизајнирани на овај стандард, укључујући и замену крила. Изграђено је 111 авиона, а репна ознака им је од 85120 до 85225.
- Ту-154Б-1- Верзија са 160 седишта изграђена на захтев Аерофлота који са њом покушава да повећа приход на домаћим рутама. Авион је имао и неке мање измене у систему горива, авиоелектроници, клими и стајном трапу. Од 1977. до 1978. године изграђено је 64 авиона са репним ознакама од 85226 до 85294.
- Ту-154Б-2- Незнатна модификација Ту-154Б-1. Авион је осмишљен како би се капацитет путника са 160 повећао на 180 померањем кухињског простора. Поступак реконфигурације трајао је око два и по сата. Неколико ранијих Ту-154Б конвертовано је у овај стандард. Максимална полетна маса је повећана на 98 000 kg, а касније на 100.000 kg. Изграђено је 311 примерака укључујући и (енгл. VIP) варијанте. Репне ознаке су бројеви од 85295 до 85605, а неколико их је још увек у служби.
- Ту-154С- Теретна верзија Ту-154Б са ојачаним подом кабине и уграђеним предњим теретним вратима на левој страни трупа. У авион стаје 9 совјетских ПАВ-3 палета, а максимални корисни терет који авион може понети износи 20.000 kg. Планирана је израда 20 авиона, али је само 9 авиона конвертовано, два из Ту-154 модела и седам из Ту-154Б. Пробни летови одржани су у раним 1980-им, а авион је дозволу за редовно коришћење добио 1984. До 1997. сви авиони су били приземљени. Регистрације су биле: 85019 (Ту-154), 85037 (Ту-154), 85060, 85062, 85063, 85067, 85081, 85084 и 85086.

- Ту-154М- Верзија са већом надоградњом, с првим летом 1982. године. На авион су уграђивани ефикаснији турбо-вентилаторски мотори Соловљев Д-30КУ-154. Заједно са значајним аеродинамичким „углађивањем“ авион је имао знатно нижу потрошњу горива, а тиме и дужи долет и ниже оперативне трошкове. Уместо закрилаца са три прореза уграђена су нова са двоструким прорезом и са додатним 36-степенским положајем (осим постојећих 15,28 и 45-степенским на старијим верзијама)чиме се осигурало додатно смањење буке у прилазу. Премештан је и помоћни мотор „APU“ и уграђена су бројна побољшања. Максимална полетна маса се првобитно повећала на 100 тона, затим на 102 000 kg, а поједини авиони добили су дозволу за 104 000 kg. Прототип је имао регистрацију 85616, а производни авиони од 85606 (осим 85804, који је конвертовани Ту-154Б-2). До 2006. када је производња окончана, произведено је око 320 авиона. Од 1990. није изграђена ни једна нова конструкција, а авиони су од тада ручно састављани од раније направљених делова. Ту-154М је најчешће коришћена верзија у бившим совјетским републикама.

- Ту-154М-ЛК-1-Бивша „VIP“ верзија преуређена за увежбавање астронаута који ће летети на Бурану, свемирском броду за вишекратну употребу (совјетски модел сличан америчком Спејс Шатлу). Ту-154 је могао бити коришћен, јер је Буран захтевао стрми прилаз, а Ту-154 их је био способан изводити. Кабина је на авиону имала исти изглед као и она на Бурану, а предњи одељак за пртљаг претворен је у центар за фотографисање како би се будући астронаути могли обучавати и за такве задатке.

- Ту-154М-ОН- Авион за извиђање, кога је у ту сврху модификовала Немачка из једног од преосталих Ту-154 из ратног ваздухопловства Источне Немачке. Авион је учествовао у контролним летовима уговора Отворено небо (енгл. Open Skies). Конверзија је урађена у немачкој фабрици авиона у Дрездену, а први лет био је 1996. Након више од 20 извиђачких летова авион је изгубљен у авионској несрећи 1997. године. Руси су такође конверзијом једног Ту-154М-ЛК-1 направили свој извиђачки авион са истом наменом. Када авион није летео изнад Северне Америке користио се за превоз астронаута. Верује се да су и Кинези један свој Ту-154 конвертовали за извиђање и електронско ометање авиона и земаљских уређаја.

- Ту-100-154М- Пројекат ове верзије започео је 1994, а први авиони су се почели испоручивати тек 1998. године. У авион је уграђена западна авиоелектроника. Може превести до 157 путника. Кабина има аутоматски систем за кисеоник и веће пртљажне спремнике изнад седишта. Изграђена су само 3 авиона као поврат дуга Словачкој. Три су испоручена Словак еирлајнсу 1998, а продата су назад у Русију 2003. године.

- Ту-155/Ту-156- Два прототипа на којима је тестиран мотор Кузњецов НК-86 који као гориво користи водоник или природни гас. Ту-155 (рег. бр. СССР-85035) је прво користио водоник, а касније течни природни гас као гориво за свој десни мотор. Први лет био је 15. априла 1988. Летео је до 1992. када је приземљен. Ту-156 никада није прошао експерименталну фазу. Сва 3 мотора била су на водоник или природни гас. За чување течног горива на Ту-155 и Ту-156 коришћена је криогеничка технологија (одржавање врло ниске температуре).